# Ouera (vas petit)
|  | Per a altres significats, vegeu «Ouera». |

Una ouera és un recipient que s'usa per a servir els ous bullits amb la seva closca. Tenen la forma d'una petita copa i mantenen l'ou dret, evitant així que es vessi el rovell a mesura que es menja. A part de ser emprats a taula, són objecte de col·leccionisme. S'usen des d'antic; s'han trobat restes d'oueres de l'edat del bronze a Cnossos.

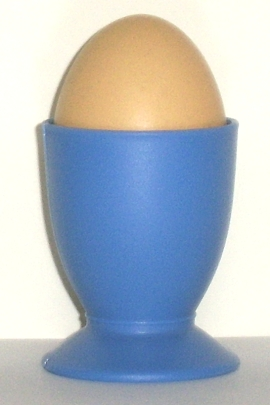
Ouera senzilla de plàstica amb un ou
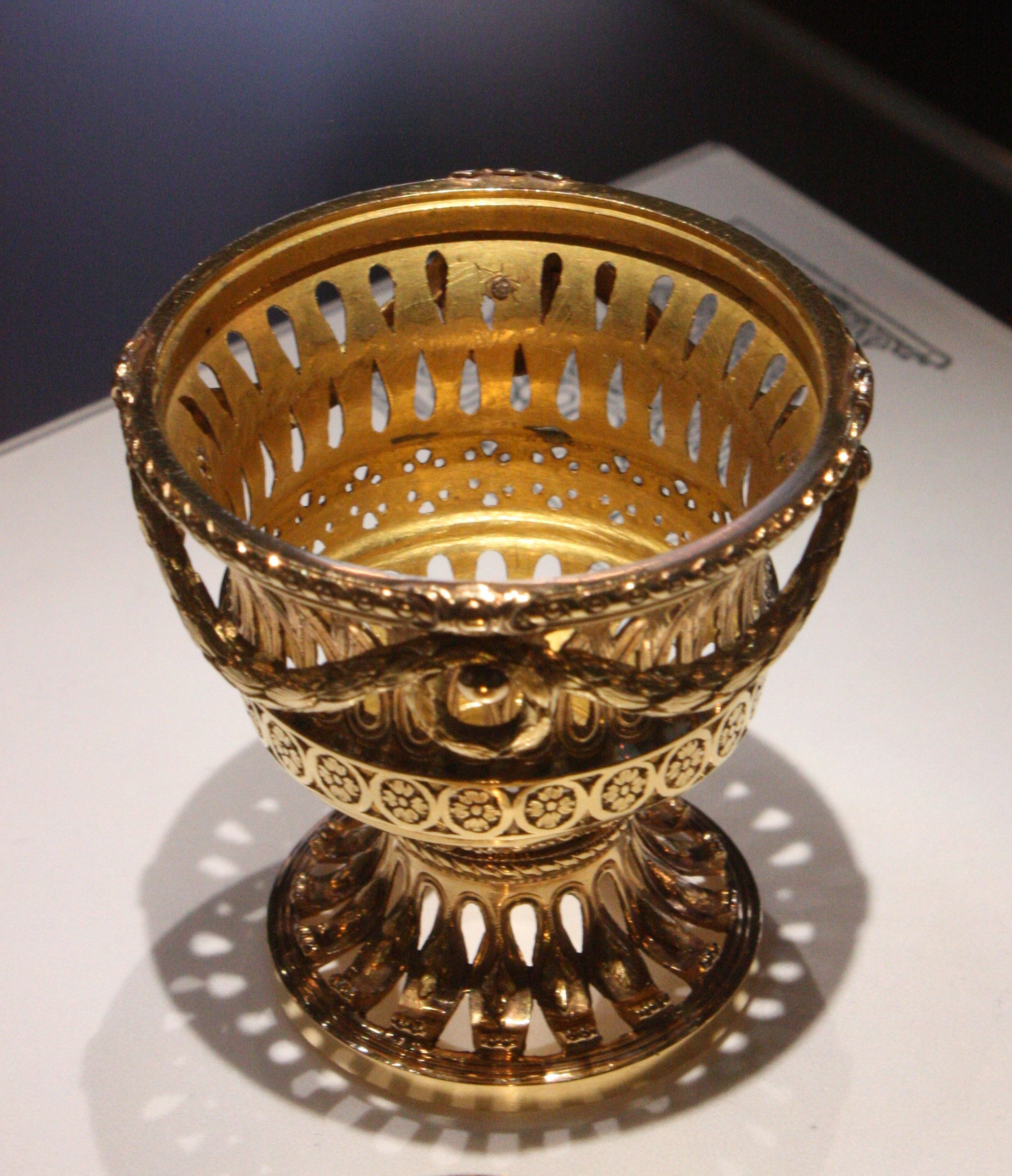
Ouera d'or, 1762-63, Victoria and Albert Museum (Londres)
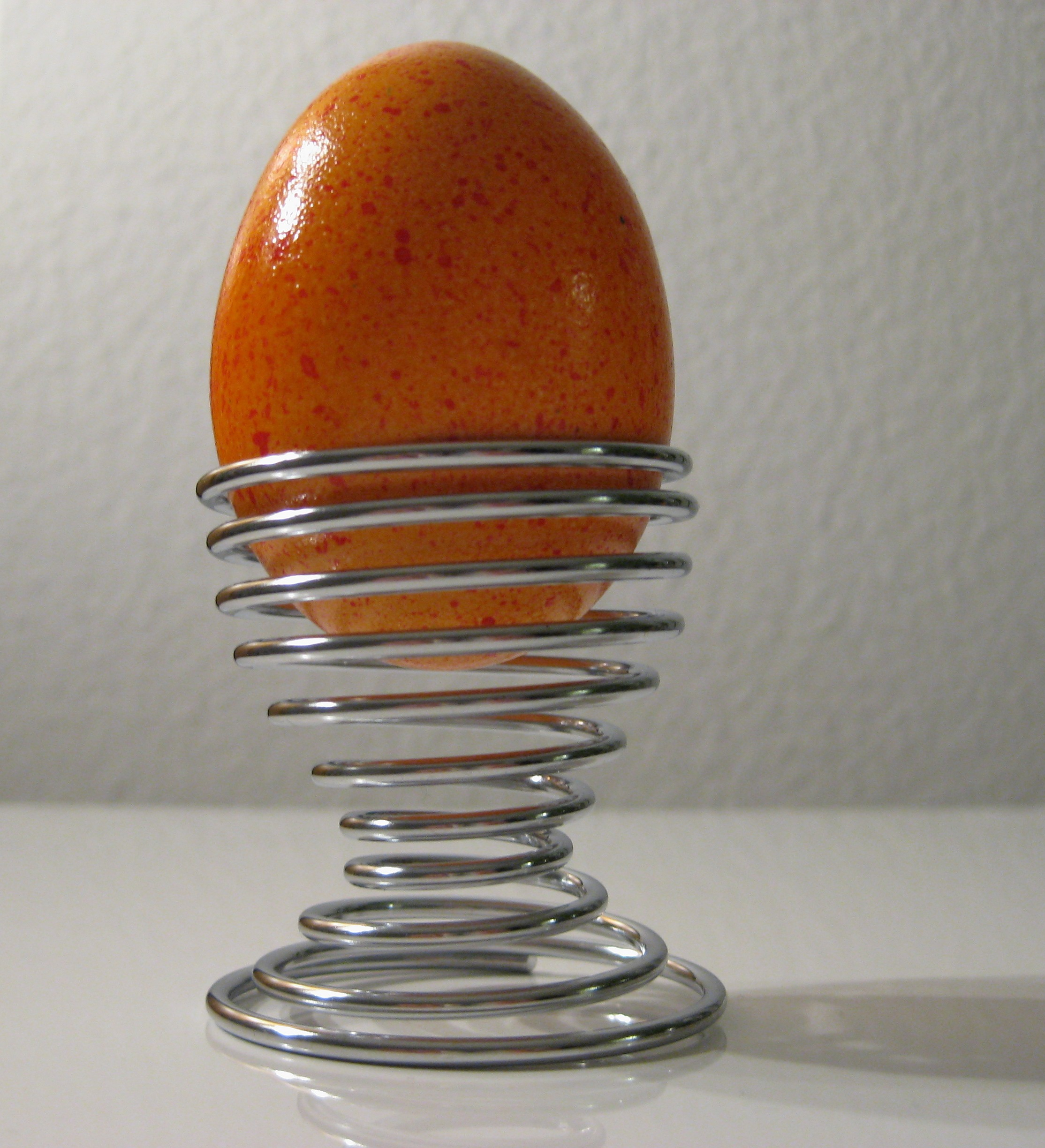
Ouera disseny
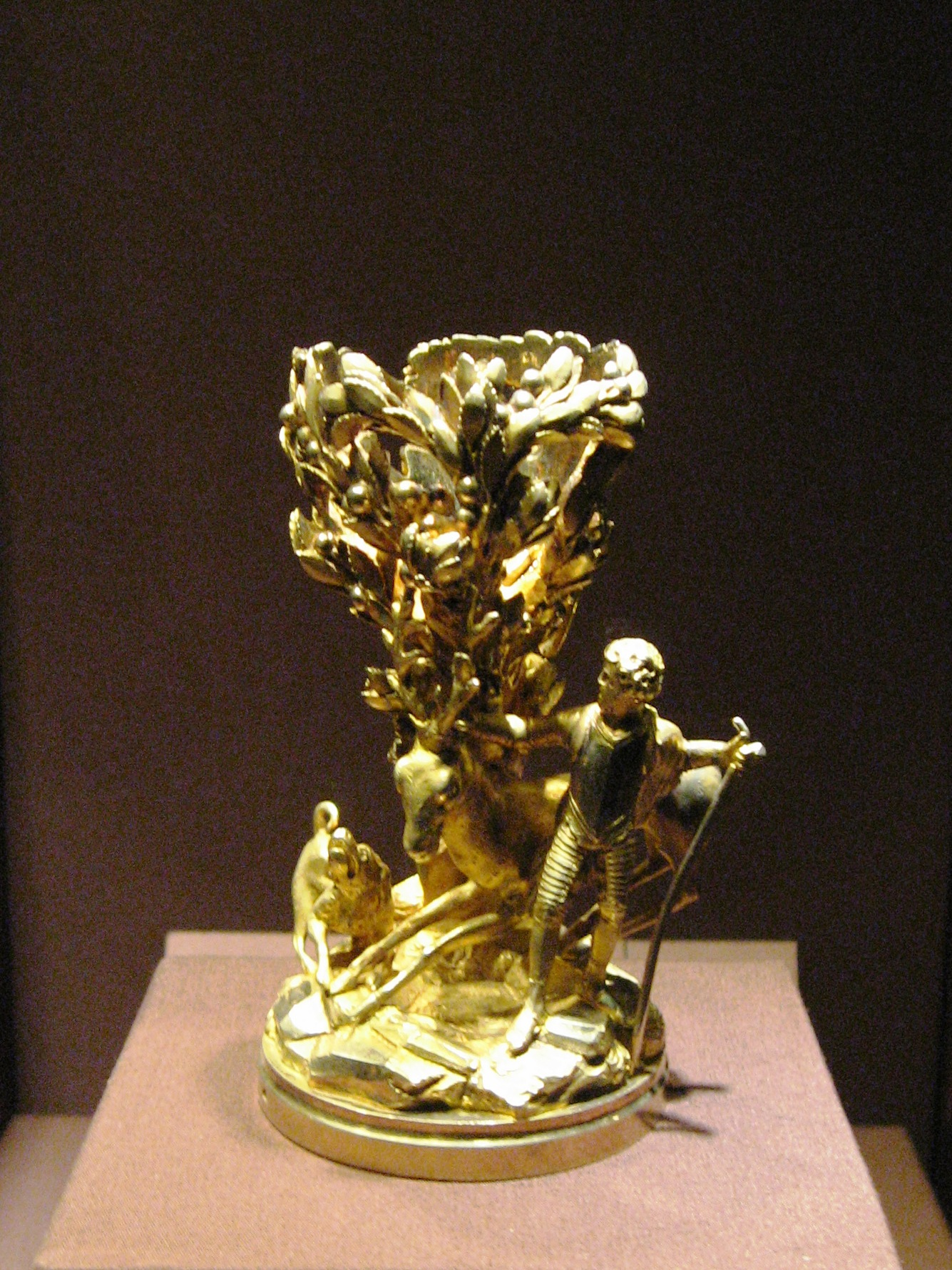
Ouera de la col·lecció de Lluís XIV de França